# It's Not My Time
It's Not My Time is een nummer van de Amerikaanse rockband 3 Doors Down uit 2008. Het is de tweede single van hun titelloze vierde studioalbum.
Het nummer werd een klein hitje in Noord-Amerika, Oceanië, het Duitse taalgebied en Finland. In de Amerikaanse Billboard Hot 100 haalde het de 17e positie. In het Nederlandse taalgebied wist het nummer geen hitlijsten te behalen.